# Amictus nobilis
Amictus nobilis är en tvåvingeart som beskrevs av Friedrich Hermann Loew 1871. Amictus nobilis ingår i släktet Amictus och familjen svävflugor. Inga underarter finns listade i Catalogue of Life.